# Knut Frydenlund
Knut Frydenlund (ur. 31 marca 1927 w Drammen, zm. 26 lutego 1987 w Oslo) – norweski polityk i dyplomata.

## Życiorys
Skończył gimnazjum handlowe, później studiował prawo na Uniwersytecie w Oslo i w 1950 uzyskał dyplom. Od 1952 pracował w dyplomacji, m.in. na placówkach w Bonn i Brukseli oraz w Radzie Europy w Strasburgu, a także w Ministerstwie Spraw Zagranicznych. Działał w Partii Pracy, z ramienia której w 1969 został deputowanym do Stortingu, zasiadając w nim do końca życia. W latach 1971–1973 i ponownie 1985–1986 był zastępcą przewodniczącego parlamentarnej Komisji Spraw Zagranicznych, a 1981–1985 przewodniczącym Komisji Obrony. Jako przedstawiciel parlamentu był delegowany do Zgromadzenia Parlamentarnego NATO w 1969 i 1985–-1986 oraz do zgromadzenia parlamentarnego Rady Europy 1970–1973 i 1981–1986, poza tym 1970–1973 był zastępcą przewodniczącego Komitetu Rozbrojeniowego. Od października 1973 do października 1981 i ponownie od maja 1986 do śmierci był ministrem spraw zagranicznych w czterech rządach tworzonych przez Partię Pracy (rząd Trygve Bratteli, Odvara Nordli i dwa rządy Gro Harlem Brundtland). Napisał wiele publikacji na temat polityki zagranicznej, polityki bezpieczeństwa i współpracy politycznej w Europie.